# Monterosso Grana
Monterosso Grana är en ort och kommun i provinsen Cuneo i regionen Piemonte i Italien. Kommunen hade 526 invånare (2018).